# Avanne-Aveney
Avanne-Aveney – miejscowość i gmina we Francji, w regionie Burgundia-Franche-Comté, w departamencie Doubs.
Według danych na rok 1990 gminę zamieszkiwało 1870 osób, a gęstość zaludnienia wynosiła 217 osób/km² (wśród 1786 gmin Franche-Comté Avanne-Aveney plasuje się na 82. miejscu pod względem liczby ludności, natomiast pod względem powierzchni na miejscu 520.).